# Veliko Ubeljsko
Veliko Ubeljsko je naselje u slovenskoj Općini Postojni. Veliko Ubeljsko se nalazi u pokrajini Notranjskoj i statističkoj regiji Notranjsko-kraškoj. 

## Stanovništvo
Prema popisu stanovništva iz 2002. godine naselje je imalo 90 stanovnika.